# Obere Treenelandschaft

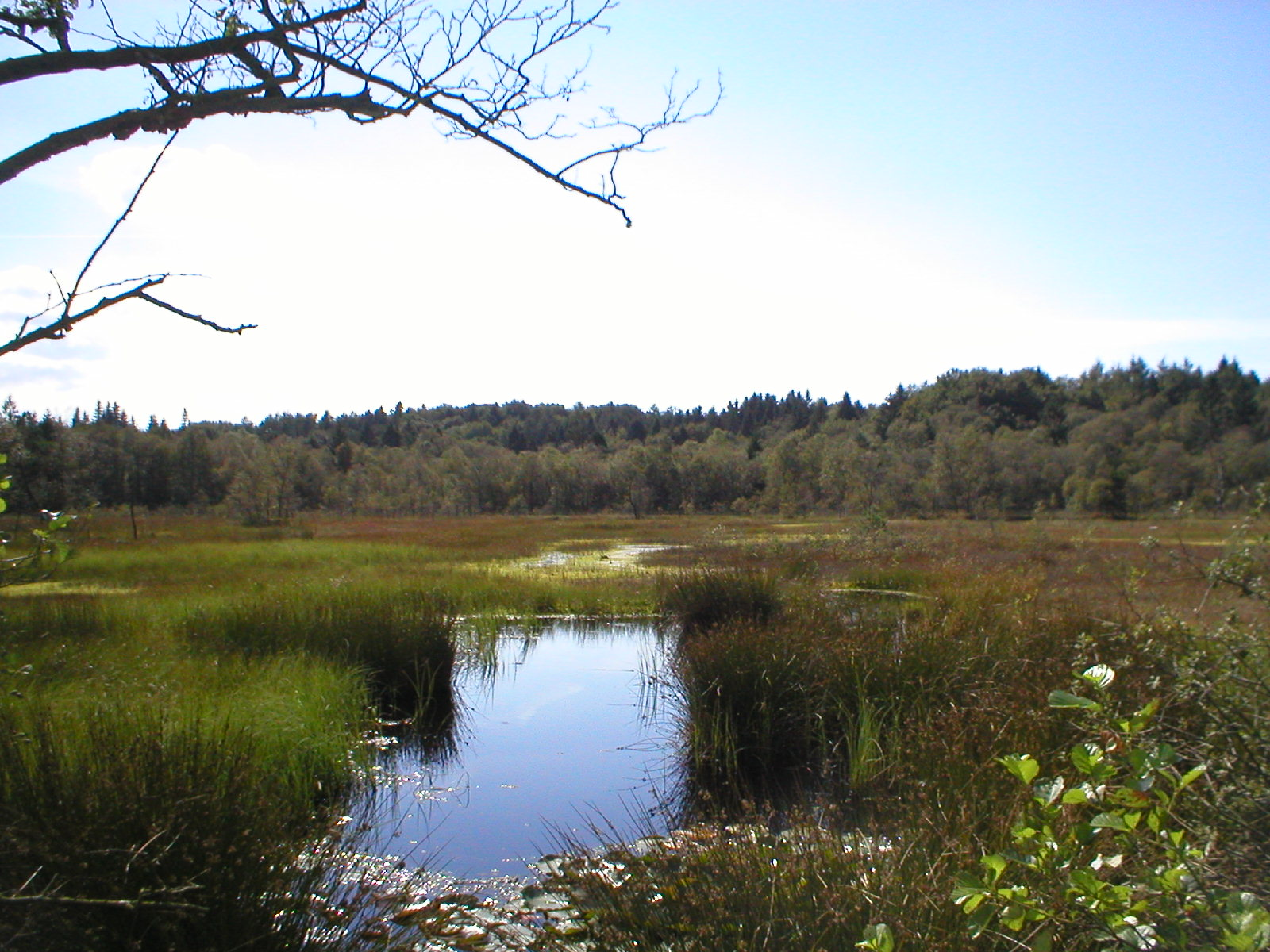
Das Budschimoor in den Fröruper Bergen in der Gemeinde Oeversee

Die Obere Treenelandschaft ist ein Landschaftsraum in Schleswig, der sich räumlich am Quellgebiet der Treene im Kreis Schleswig-Flensburg orientiert. 1998 wurde ein Naturschutzverein „Obere Treenelandschaft“ gegründet, der ab dem Jahr 2000 Träger des 2012 abgeschlossenen Naturschutzgroßprojekts „Obere Treenelandschaft“ war und sich weiter um Folgeprojekte und Öffentlichkeitsarbeit kümmert.  

## Naturschutzgroßprojekt

### Gebiet und Landschaft
Zum Gebiet des Naturschutzgroßprojektes Obere Treenelandschaft gehören Flächen in den Gemeinden Sankelmark, Freienwill, Oeversee, Großsolt, Tarp und Sieverstedt (mit dem Ortsteil Süderschmedebyfeld). Das Kerngebiet hat eine Nord-Süd-Ausdehnung von rund sieben Kilometern und eine Ost-West-Ausdehnung von 5 Kilometern und umfasst eine Fläche von über 2100 Hektar.
Eine Besonderheit des Gebietes ist der kleinräumige Wechsel zwischen sehr unterschiedlichen Landschaftstypen. Auf die Grund-, End- und Stauchmoränen Angelns folgen die Sander Luusangelns. Die Treene schneidet sich bei Tarp in die umgebende Landschaft ein, um schließlich bei Tüdal (Gemeinde Eggebek) schon fast den landschaftlichen Übergang von der schleswigschen Geest zur Marschlandschaft der mittleren Treene zu erreichen. Trockene Lebensräume (wie z. B. die Düne am Treßsee) liegen eng mit Feuchtgebieten zusammen und bieten einer vielfältigen Tierwelt eine Heimat.

### Projektdurchführung
Die Durchführung und Förderung des Naturschutzgroßprojekts war ursprünglich auf zehn Jahre angelegt und lief schließlich von 2000 bis 2012. Das Projekt wurde zu 75 % vom Bund, zu 15 % vom Land Schleswig-Holstein und zu 10 % von der privaten Kurt und Erika Schrobach-Stiftung finanziert. Insgesamt standen 10 Mio. Euro zur Verfügung, die u. a. für die Flächensicherung durch Ankauf und Pacht, Biotoppflegemaßnahmen, wissenschaftliche Untersuchungen und für die Projektverwaltung eingesetzt wurden.
Verwaltet wurde das Projekt vom Naturschutzverein Obere Treenelandschaft. Dessen Vorstandsmitglieder kommen aus den beteiligten Gemeinden und aus den Bereichen Naturschutz, Landwirtschaft/Eigentum und Tourismus. Der Verein hat insgesamt etwa 120 Mitglieder (Stand 2003).

## Naturschutzgebiet Obere Treenelandschaft
Das Naturschutzgroßprojekt mündete in die Planung eines Naturschutzgebiets „Obere Treenelandschaft“. Am 23. Juni 2015 trat die Landesverordnung über das Naturschutzgebiet „Obere Treenelandschaft“ in Kraft. Am 29. Juni 2018 wurde der Anhang 2 in die Verordnung aufgenommen, der die Erhaltungsgegenstände und -ziele der beiden FFH-Gebiete DE-1322-391 „Treene, Winderatter See bis Friedrichstadt und Bollingstedter Au“ sowie DE-1322-392 „Wald-, Moor- und Heidelandschaft der Fröruper Berge und Umgebung“ im Geltungsbereich des NSG Obere Treenelandschaft festschreibt. Das NSG hat eine Größe von 1674 ha.